# Fredrik Sjølstad
Fredrik Vangstad Sjølstad (Oslo, 29 marzo 1994) è un calciatore norvegese, centrocampista dell'HamKam.

## Carriera

### Club
Sjølstad è cresciuto nelle giovanili dell'HamKam. Ha esordito in 1. divisjon in data 28 settembre 2011, quando ha sostituito John Anders Rise nella vittoria interna per 2-0 arrivata sull'Alta. Il 5 luglio 2013 ha trovato il primo gol, nella sconfitta per 5-1 subita in casa del Kristiansund BK.
La stagione 2014 dell'HamKam è stata piuttosto tormentata, sia dal punto di vista economico che da quello tecnico. In grave difficoltà finanziaria e nell'ottica di diminuire i costi di gestione della società, molti giocatori hanno rescisso il contratto che li legava al club durante il calciomercato estivo, tra cui il capitano Viktor Adebahr; per questo motivo, è stato Sjølstad a ereditarne la fascia per il prosieguo della stagione, a partire dal 19 luglio. Alla fine di quella stessa stagione, la squadra è retrocessa in 2. divisjon.
Il 20 gennaio 2016 è stato ufficializzato il suo passaggio all'Hødd, firmando un contratto triennale. Ha debuttato con la nuova maglia il successivo 3 aprile, schierato titolare nel pareggio casalingo per 1-1 arrivato contro il Bryne. La squadra ha chiuso il campionato al 14º posto, retrocedendo in 2. divisjon.
Il 29 marzo 2017 è stato tesserato dal Kongsvinger. Ha esordito in squadra il 4 aprile, sostituendo Dylan Murnane nella sconfitta per 3-2 in casa del Bodø/Glimt. Il 22 ottobre ha siglato il primo gol, nella vittoria per 3-2 sul Mjøndalen.
L'8 gennaio 2019 ha firmato un contratto triennale con il Molde. Ha giocato la prima partita in Eliteserien il 7 aprile, quando è subentrato a Magnus Wolff Eikrem nella vittoria interna per 3-0 sullo Stabæk. Il 21 luglio ha siglato la prima rete nella massima divisione locale, nel 2-1 sul Sarpsborg 08.
Il 18 gennaio 2022, Sjølstad ha fatto ritorno all'HamKam, compagine nel frattempo arrivata in Eliteserien: ha firmato un contratto valido fino al 31 dicembre 2024. È tornato a vestire la casacca di questa squadra in data 2 aprile, schierato titolare nel 2-2 interno arrivato contro il Lillestrøm.

## Statistiche

### Presenze e reti nei club
Statistiche aggiornate al 18 luglio 2024.
| Stagione           | Club               | Campionato         | Campionato | Campionato | Coppe nazionali | Coppe nazionali | Coppe nazionali | Coppe continentali | Coppe continentali | Coppe continentali | Supercoppe | Supercoppe | Supercoppe | Totale | Totale |
| Stagione           | Club               | Comp               | Pres       | Reti       | Comp            | Pres            | Reti            | Comp               | Pres               | Reti               | Comp       | Pres       | Reti       | Pres   | Reti   |
| ------------------ | ------------------ | ------------------ | ---------- | ---------- | --------------- | --------------- | --------------- | ------------------ | ------------------ | ------------------ | ---------- | ---------- | ---------- | ------ | ------ |
| 2011               | HamKam             | 1D                 | 3          | 0          | CN              | 0               | 0               | -                  | -                  | -                  | -          | -          | -          | 3      | 0      |
| 2012               | HamKam             | 1D                 | 3          | 0          | CN              | 1               | 0               | -                  | -                  | -                  | -          | -          | -          | 4      | 0      |
| 2013               | HamKam             | 1D                 | 29+1       | 1+0        | CN              | 4               | 0               | -                  | -                  | -                  | -          | -          | -          | 34     | 1      |
| 2014               | HamKam             | 1D                 | 18         | 2          | CN              | 1               | 2               | -                  | -                  | -                  | -          | -          | -          | 19     | 4      |
| 2015               | HamKam             | 2D                 | 24         | 5          | CN              | 2               | 0               | -                  | -                  | -                  | -          | -          | -          | 26     | 5      |
| 2016               | Hødd               | 1D                 | 27         | 0          | CN              | 1               | 0               | -                  | -                  | -                  | -          | -          | -          | 28     | 0      |
| 2017               | Kongsvinger        | 1D                 | 26         | 1          | CN              | 2               | 0               | -                  | -                  | -                  | -          | -          | -          | 28     | 1      |
| 2018               | Kongsvinger        | 1D                 | 29         | 1          | CN              | 2               | 0               | -                  | -                  | -                  | -          | -          | -          | 31     | 1      |
| Totale Kongsvinger | Totale Kongsvinger | Totale Kongsvinger | 55         | 2          |                 | 4               | 0               |                    | -                  | -                  |            | -          | -          | 59     | 2      |
| 2019               | Molde              | ES                 | 16         | 1          | CN              | 3               | 0               | UEL                | 2                  | 0                  | -          | -          | -          | 21     | 1      |
| 2020               | Molde              | ES                 | 6          | 0          | -               | -               | -               | UEL                | 0                  | 0                  | -          | -          | -          | 6      | 0      |
| 2021               | Molde              | ES                 | 6          | 0          | CN              | 0               | 0               | UEL                | 0                  | 0                  | -          | -          | -          | 6      | 0      |
| Totale Molde       | Totale Molde       | Totale Molde       | 28         | 1          |                 | 3               | 0               |                    | 2                  | 0                  |            | -          | -          | 33     | 1      |
| 2022               | HamKam             | ES                 | 27         | 2          | CN              | 2               | 0               | -                  | -                  | -                  | -          | -          | -          | 29     | 2      |
| 2023               | HamKam             | ES                 | 24         | 0          | CN              | 4               | 1               | -                  | -                  | -                  | -          | -          | -          | 28     | 1      |
| 2024               | HamKam             | ES                 | 10         | 0          | CN              | 0               | 0               | -                  | -                  | -                  | -          | -          | -          | 10     | 0      |
| Totale HamKam      | Totale HamKam      | Totale HamKam      | 138+1      | 10+0       |                 | 14              | 3               |                    | -                  | -                  |            | -          | -          | 153    | 13     |
| Totale             | Totale             | Totale             | 248+1      | 13+0       |                 | 22              | 3               |                    | 2                  | 0                  |            | -          | -          | 273    | 16     |